# Estoril
Estoril é uma povoação portuguesa do Município de Cascais que foi sede da extinta Freguesia de Estoril, freguesia que tinha 8,79 km² de área e 26 397 habitantes (2011), e, por isso, uma densidade populacional de 3003,1 hab/km². 
A Freguesia de Estoril foi extinta (agregada) pela reorganização administrativa de 2012/2013, sendo o seu território integrado na União das Freguesias de Cascais e Estoril.
Tinha por orago Santo António.

## Etimologia[2]
Existem duas hipóteses para a origem do topónimo, e são ambas derivadas de características da fauna ou flora do lugar: 
1) Derivado do apelativo estorga, o mesmo que torga, ou Urze. Estorgal, ou Estorgil, significa local onde cresce ou abunda essa planta — de resto comum na região antes da urbanização. Por corruptela, o substantivo derivou em Estoril.
2) Derivado da ave de rapina Açor, ou astor em português arcaico. Deste modo, Astoril, local onde habitam ou se criam açores. Por evolução simples, Astoril resulta em Estoril

## História
O 1.° Senhor do Estoril, por mercê de D. Afonso III de Portugal, a 13 de Julho de 1256, foi Estêvão Anes, Alcaide-mor da Covilhã e de Chanceler do Reino de Portugal:
Ego Alfonsus Dei Gratia Rex Portugalie et Comes Bolonhesa concedo et confirmo vobis Stephano Johannis dilecto ac fideli meo Cancellario pro multo bono et fideli servigio quod mihi a longis retro temporibus fecistis (...) hereditsten de Esturii com pisones que est in termino de Sintra quam vobis dedit Concilium de Sintra per meum consensum.
A sua proeminência recente teve início no começo do século XX por Fausto de Figueiredo (detentor da concessão de exploração de jogo, no Casino Estoril). Finalmente, sob a sua visão e a do seu sócio, Augusto Carreira de Sousa, surge, em 1913, o projeto do Estoril enquanto centro turístico de ambições internacionais. O início da I Guerra Mundial implicou atrasos consideráveis na sua concretização, pelo que só em 16 de Janeiro de 1916 se procedeu à colocação da primeira pedra para a construção do casino.
Entretanto, em 1915, nasce a freguesia do Estoril, através da lei n.º 447 de 18 de setembro. Nela, desanexam-se as povoações de Estoril, São João do Estoril, Cae-Água, Livramento, Alapraia e Galiza das paróquias de Cascais, Alcabideche e São Domingos de Rana, tendo a nova paróquia civil do Estoril a sua sede em São João do Estoril.
Segue-se um período de intensa construção nas zonas conquistadas ao pinhal, às terras de lavoura e às pedreiras, facilitada, desde 1940, pelo fácil acesso rodoviário proporcionado pela estrada marginal, junto ao mar. O concelho assume-se, então, como centro turístico de primeira ordem, recebendo durante e depois da II Guerra Mundial um elevadíssimo número de refugiados e exilados, de entre os quais importa destacar D. Juan de Borbón, Conde de Barcelona, e os Reis Humberto II de Itália, Carlos II da Roménia e Simeão II da Bulgária, o Regente Miklós Horthy da Hungria e inúmeras figuras do panorama desportivo e cultural. Foi aqui que, em 1956, ocorreu a tragédia da morte do Infante Afonso de Espanha, com apenas catorze anos.

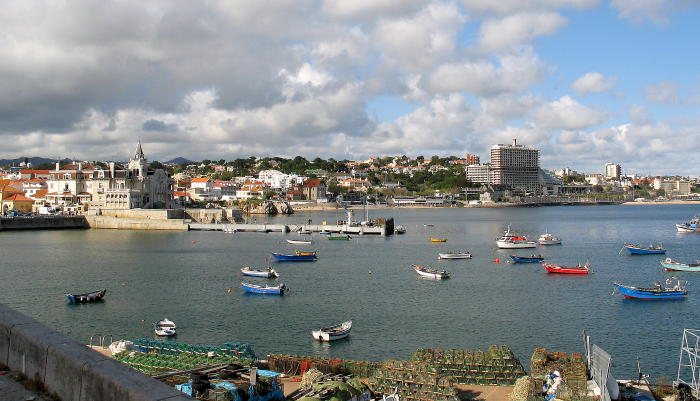
Vista geral do Monte Estoril a partir da vila de Cascais

Era no Forte de Santo António da Barra, na povoação de São João do Estoril, onde se situava a residência de férias de António de Oliveira Salazar, então Presidente do Conselho de Ministros. Acredita-se que terá sido a mando de Salazar que se terá feito a Estrada Nacional N.º 6, mais conhecida como Avenida Marginal, para que este pudesse se deslocar de automóvel mais depressa e mais despercebido a Lisboa, dado que o caminho até aí se fazia por estradas em terra batida, nas quais se tinha de circular a uma velocidade bastante reduzida, com muitas paragens numa altura em que já circulavam bastantes automóveis.[carece de fontes?]
Nas proximidades do Estoril foi assinado, sob mediação portuguesa, o Acordo de Bicesse, entre o MPLA e a UNITA.
O Estoril dispôs de alguns atrativos e pontos de interesse, nomeadamente a proximidade da capital, uma rede eficiente de transportes e acessos rodoviários, o Parque Natural de Sintra-Cascais, dois aeroportos, inúmeras infra-estruturas hoteleiras de 4 e 5 estrelas, o maior casino da Europa, um autódromo e vários campos de golfe de grande prestígio.
Foi extinta em 2013, no âmbito de uma reforma administrativa nacional, tendo sido agregada à freguesia de Cascais, para formar uma nova freguesia denominada União das Freguesias de Cascais e Estoril com a sede em Cascais.

## População
| População da freguesia de Estoril | População da freguesia de Estoril | População da freguesia de Estoril | População da freguesia de Estoril | População da freguesia de Estoril | População da freguesia de Estoril | População da freguesia de Estoril | População da freguesia de Estoril | População da freguesia de Estoril | População da freguesia de Estoril | População da freguesia de Estoril | População da freguesia de Estoril | População da freguesia de Estoril | População da freguesia de Estoril | População da freguesia de Estoril |
| --------------------------------- | --------------------------------- | --------------------------------- | --------------------------------- | --------------------------------- | --------------------------------- | --------------------------------- | --------------------------------- | --------------------------------- | --------------------------------- | --------------------------------- | --------------------------------- | --------------------------------- | --------------------------------- | --------------------------------- |
| 1864                              | 1878                              | 1890                              | 1900                              | 1911                              | 1920                              | 1930                              | 1940                              | 1950                              | 1960                              | 1970                              | 1981                              | 1991                              | 2001                              | 2011                              |
|                                   |                                   |                                   |                                   |                                   | 684                               | 3 572                             | 5 514                             | 7 491                             | 11 193                            | 15 548                            | 24 312                            | 23 962                            | 23 769                            | 26 399                            |

Criada pela Lei n.º 447, de 18/09/1915 com lugares desanexados das freguesias de Alcabideche, Cascais e São Domingos de Rana.

## Povoações
- Alapraia
- Alto dos Gaios
- Atibá
- Bairro do Fim do Mundo
- Bairro da Martinha
- Galiza
- Livramento
- Monte Estoril
- São João do Estoril
- São Pedro do Estoril
- Pau Gordo

## Política
A freguesia do Estoril é administrada por uma junta de freguesia, liderada por Luciano Gonçalves Mourão, eleito nas eleições autárquicas de 2009 pela coligação criada pelo PSD, de nome Viva Cascais (PSD/CDS-PP).
Existe uma assembleia de freguesia, que é o órgão deliberativo, constituída por 19 membros.
O partido mais representado na Assembleia de Freguesia é a coligação Viva Cascais (PSD/CDS-PP) com 12 membros (maioria absoluta) — 3 dos quais do CDS-PP —, seguida do PS com 5, da CDU com um, e do Bloco de Esquerda também com um. Esta assembleia elegeu os 6 vogais da Junta de Freguesia, todos da coligação Viva Cascais (PSD/CDS-PP), sendo 2 do CDS-PP. O presidente da Assembleia de Freguesia é Manuel Basílio de Castro da coligação Viva Cascais (PSD/CDS-PP), sendo este do PSD.
| Órgão                   | PSD | PS | CDS-PP | CDU | BE |
| Assembleia de Freguesia | 9   | 5  | 3      | 1   | 1  |
| Junta de Freguesia      | 5   | 0  | 2      | 0   | 0  |

## Património
- Termas do Estoril
- Casa de São Cristóvão
- Casa-Museu Verdades Faria
- Cocheiras de Santos Jorge
- Grutas artificiais de Alapraia
- Capela de Nossa Senhora do Livramento
- Forte de São Teodósio da Cadaveira ou Forte da Cadaveira
- Forte de Santo António da Barra ou Forte Velho
- Casa Montsalvat, arquitecto Raul Lino da Silva
- Casa Silva Gomes, arquitecto Raul Lino da Silva
- Edifício na Avenida das Acácias, n.º 34 ou Vila Ralph
- Forte de São Pedro do Estoril ou Forte de São Pedro ou Forte da Poça
- Edifício na Rua Engenheiro Álvaro Pedro de Sousa ou Casal de Monserrate

## Praias
- Praia da Bafureira
- Praia da Azarujinha
- Praia da Poça
- Praia da Rata
- Praia do Tamariz

## Associações e Coletividades
- «Associação Humanitária de Bombeiros dos Estoris»
- «AMQC - Associação de Moradores da Quinta da Carreira»
- «Clube de Golf do Estoril»
- «Clube de Ténis do Estoril»
- Surfing Clube de Portugal
- Surfing Clube da Costa do Sol
- Grupo Desportivo Estoril Praia
- Associação desportiva da Costa do Sol
- Clube de Petanca de São Pedro do Estoril
- NASPE - Núcleo de Amigos de São Pedro do Estoril
- ADRECHE - Associação Desportiva e Recreativa da Checala

## Eventos
- FIARTIL
- Estoril Open
- Estoril Film Festival
- Estoril Music Festival
- Festival de Jazz do Estoril